# Myst
Pour les articles homonymes, voir Myst (homonymie).
Myst est un monde imaginaire initié par une série de jeux vidéo d'aventure créés par Robyn et Rand Miller. Il a été également développé à travers des romans et des bandes dessinées.
Il met en scène un univers dont les mondes oniriques, appelés Âges, sont créés par l'écriture et reliés par des livres de liaison. Ceux-ci sont le témoignage d'une ancienne civilisation disparue : les D'ni.

## Jeux vidéo

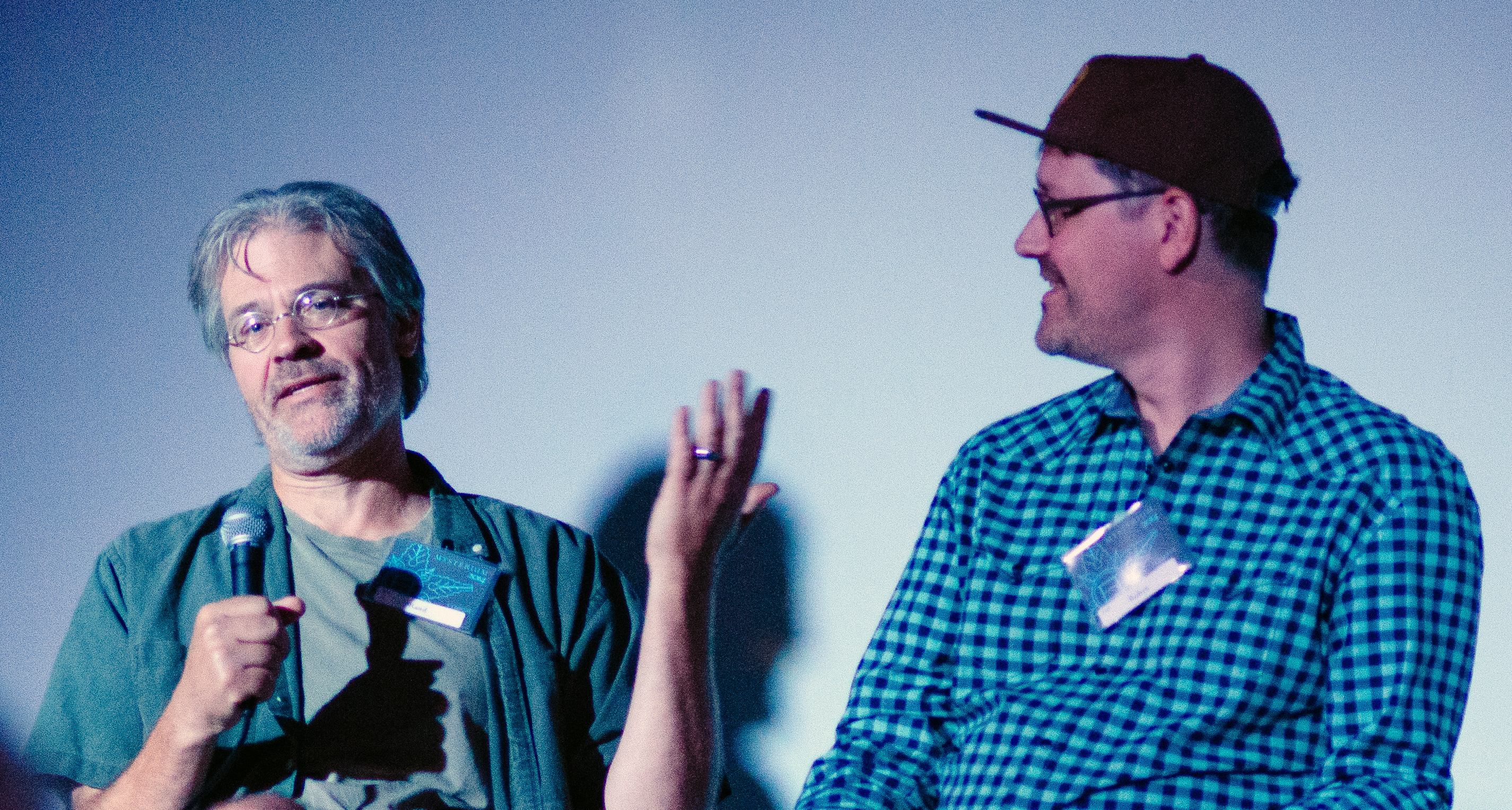
Rand et Robyn Miller (respectivement à gauche et à droite) en séance de questions et réponses lors de la conférence Mysterium 2014.

Développé par Cyan Worlds, la société de Robyn et Rand Miller, le premier jeu vidéo de la série, Myst, sort en 1993. Sa suite, Riven est commercialisée six ans plus tard en 1999. Cette même année sort également l'édition remastérisée du premier épisode : Myst : L'Apogée. Au fil du temps, ces deux premiers épisodes connaissent des portages sur diverses plates-formes (PlayStation, Saturn, Nintendo DS, PlayStation Portable, iOS...). En 2000, le premier épisode fait à nouveau l'objet d'un remake, cette-fois ci en 3D, sous le titre realMyst. Cette version est éditée par Ubisoft.
Le studio et Mattel (propriétaire des droits des deux premiers jeux) décident ensuite de confier le développement d'un troisième opus à un studio tiers. Pendant, ce temps, Cyan Worlds travaille sur un projet de jeu dérivé multijoueur. C'est Presto Studios qui remporte l'appel d'offre. Myst III: Exile sort en 2001, édité à nouveau par Ubisoft. Le quatrième volet est ensuite confié à DreamForge Intertainment selon les mêmes modalités.
Alors que le jeu est en développement depuis deux ans, Ubisoft achète les droits de la série et annule le projet. Uru: Ages Beyond Myst, projet sur lequel travaille Cyan, sort finalement en 2003 mais uniquement dans sa composante solo (il est ensuite complété par deux extensions qui ajoutent le multijoueur). Quant au projet de quatrième volet, il est repris en interne et confié à Ubisoft Montréal. Myst IV: Revelation sort en 2004. Il est suivi par un cinquième épisode, le premier développement de la série principale intégralement en 3D : Myst V: End of Ages sort en 2005. Cet épisode marque le retour de Cyan Worlds aux manettes d'un épisode de la série principale.
Une nouvelle version d’Uru, cette fois uniquement multijoueur, sort en 2007, celle-ci s'intitulant Myst Online: Uru Live.
En 2014, une version améliorée de realMyst sort sous le titre de realMyst: Masterpiece Edition. Cette version est entièrement réalisée avec le moteur Unity.
Cyan Worlds rachète les droits de Myst III et Myst IV en 2017 et adapte tous les jeux de la série pour qu'ils soient jouables sur des systèmes modernes. Ceux-ci sortent en automne 2018.
En 2020, une nouvelle version de Myst appelée Myst VR sort avec une refonte graphique complète utilisant Unreal Engine. C'est le premier jeu de la série qui est adapté pour la réalité virtuelle et destiné à la plate-forme Oculus Quest exclusivement.
En 2021, le studio qui a porté le jeu originel de 1993 en réalité virtuelle l’année précédente le rend également disponible pour PC et Mac avec un écran 2D ordinaire (mais aussi sur des casques de réalité virtuelle compatibles tel que SteamVR).

## The Myst Reader
The Myst Reader se compose de trois romans, écrits par les frères Miller avec l'aide de David Wingrove : Le Livre d'Atrus, Le Livre de Ti'ana et Le Livre de D'ni.

## Comics
Deux numéros de comics ont été édités par Dark Horse. À l'origine, quatre numéros étaient prévus mais la série Myst: The Book of the Black Ships ne fut pas terminée.

## Univers

### Concept
L’univers onirique de Myst repose sur le pouvoir de créer des mondes à travers l'écriture. Celui-ci vient d'une ancienne civilisation appelée D'ni. Les mondes ainsi créés, appelés Âges, sont accessibles par des livres de liaison (ou relais).
L'histoire des D'ni sert de toile de fond aux histoires des jeux vidéo et des romans.

Chiffres et écriture D'ni.

### Personnages
L'Étranger est l'avatar du joueur dans le monde de Myst. Il découvre progressivement l'histoire d'Atrus, un homme moitié D'ni et moitié humain qui maîtrise l'art de l'Écriture, et de sa famille, particulièrement de ses enfants (Sirrus, Achenar et Yeesha) dans les jeux vidéo et de son ascendance dans les romans.